# Ахатани
Ахатани (груз. ახატანი) — село в Грузии, на территории Душетского муниципалитета края (мхаре) Мцхета-Мтианети.

## География
Село находится в северо-восточной части Грузии, на правом берегу реки Ахатни-Хеви (приток Арагви), на расстоянии приблизительно 15 километров (по прямой) к юго-востоку от города Душети, административного центра муниципалитета. Абсолютная высота — 798 метров над уровнем моря.

## Население
По результатам официальной переписи населения 2014 года в Ахатани проживало 130 человек (72 мужчины и 58 женщин). В национальном составе грузины составляли 98,5 %.
| Год  | Население, человек |
| ---- | ------------------ |
| 2002 | 135                |
| 2014 | ↘ 130              |